# تری‌متیل‌ایندیم
تری‌متیل‌ایندیم (به انگلیسی: Trimethylindium) با فرمول شیمیایی InC
3H
9 یک ترکیب شیمیایی با شناسه پاب‌کم 76919 است. که جرم مولی آن 159.922 g mol-1 می‌باشد. شکل ظاهری این ترکیب، بلورهای کدر سفید است.